# Kapsalon

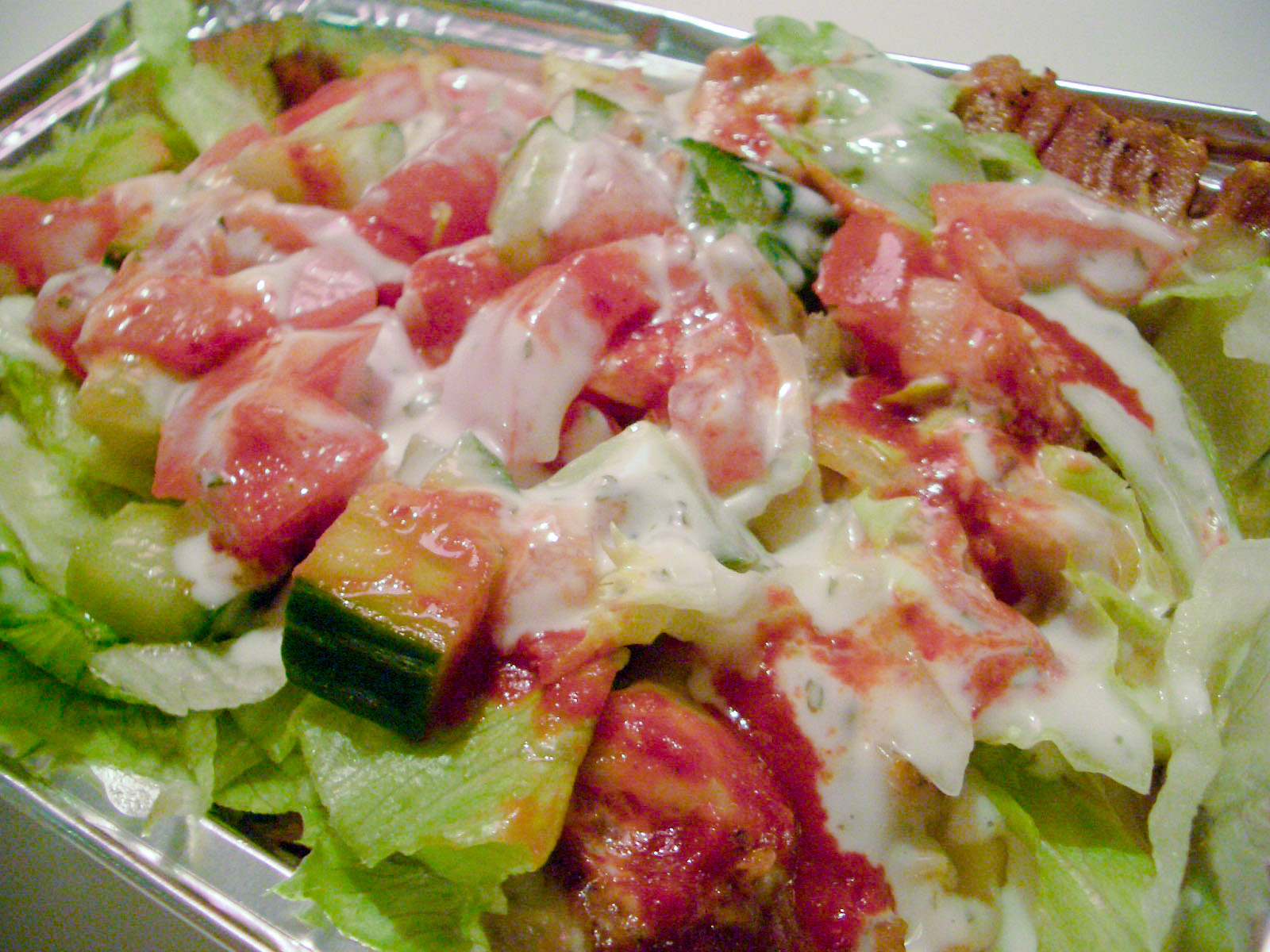
Detalle de un Kapsalon con el queso fundido sobre la lechuga finamente cortada.

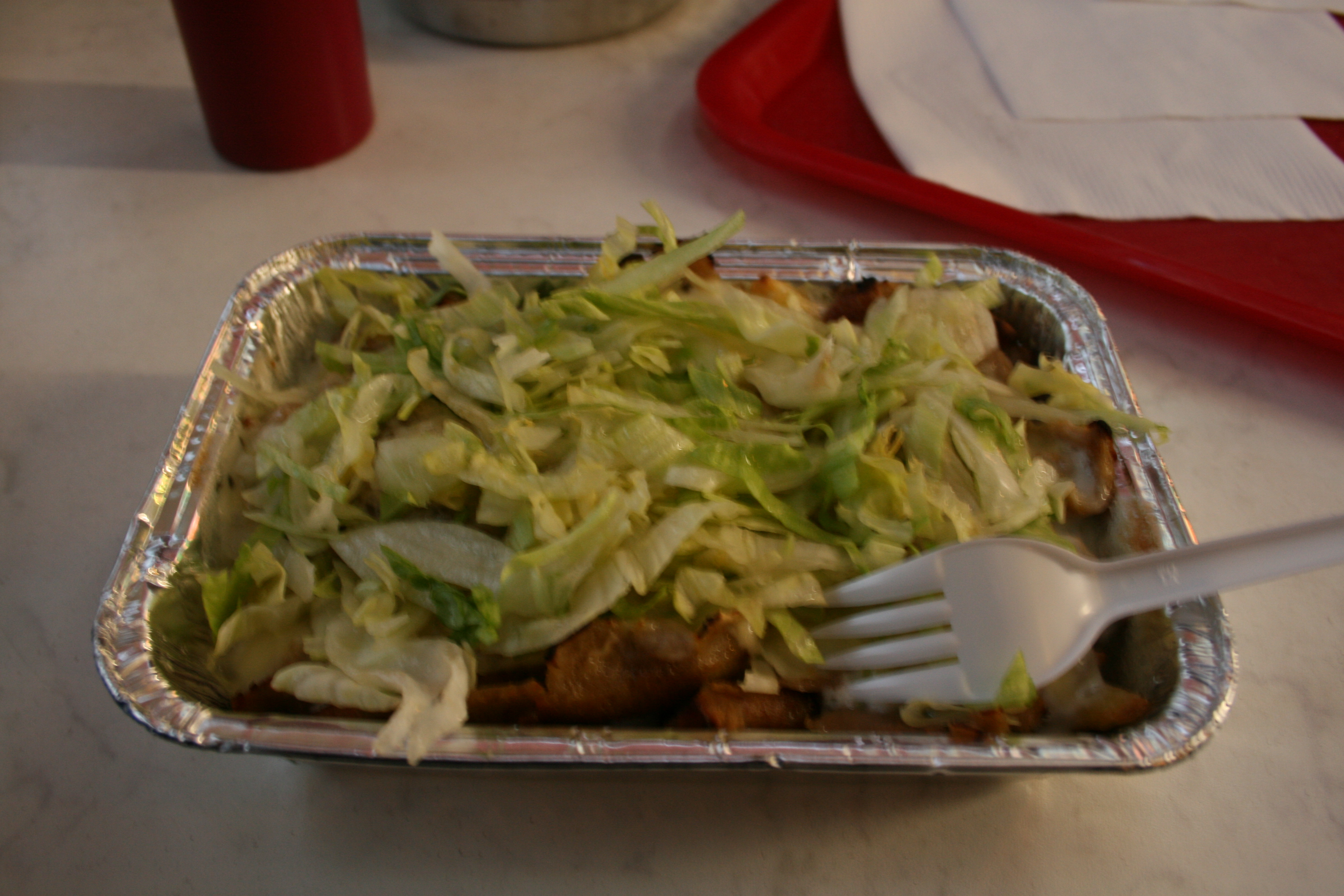
Kapsalon servido con el queso fundido por debajo de la picadura de ensalada.

El  kapsalon ([ˈkɑpsɐlɔn]) es un plato de comida rápida creado en 2003 en la ciudad holandesa de Róterdam. Este consiste en una capa de papas fritas colocadas sobre una bandeja desechable de metal para llevar, cubierta con carne döner o shawarma y con rodajas de queso gouda, la cual se calienta en un horno hasta que el queso se derrita. Luego, se agrega una capa de lechuga iceberg rallada y aderezada con salsa de ajo y sambal, una salsa picante de la antigua colonia holandesa de Indonesia. El término kapsalon significa en holandés 'salón de peluquería', aludiendo a uno de los inventores del plato, que trabajó como peluquero. El plato es un producto del multiculturalismo holandés, es decir combina elementos de platos de múltiples culturas. El plato se ha extendido internacionalmente en un tiempo relativamente corto.

## Invención y difusión
El plato fue concebido en 2003 por Nathaniël Gomes, un peluquero caboverdiano en el distrito de Delfshaven de Róterdam. Un día, en la vecina tienda de shawarma El Aviva, pidió combinar todos sus ingredientes favoritos en un solo plato. Después, comenzó a solicitar regularmente lo que el restaurante llamaba "el pedido habitual para la peluquería". Otros clientes se dieron cuenta y también comenzaron a pedir el "kapsalon", el cual se convirtió en un éxito, que pronto se exigió en los bares cercanos. Desde entonces, el plato se ha extendido desde Países Bajos a Bélgica, y a otros países. En algunos lugares, la carne de shawarma puede reemplazarse con carne pollo o carne de doner kebab. El kapsalon ha sido descrito como "un ejemplo típico del patrimonio cultural contemporáneo" y "representante de la naturaleza transnacional de la ciudad". También se ha descrito como una "bomba de calorías" y "arma letal culinaria", con alto contenido de grasa y hasta 1,800 kilocalorías (7,500 kJ) en una porción grande.
El kapsalon llegó a la capital nepalí de Katmandú en 2017, cuando se le pidió a un chef que regresaba de una visita a los Países Bajos que preparara una comida "típicamente holandesa". Ahora el pollo o el pescado reemplazan la carne de shawarma, y un plato de porcelana sustituye a la bandeja de metal, pero el kapsalon se ha puesto de moda, con muchas personas publicando fotos y un destacado blogger de comida que describe el plato como "una fiesta en su boca con sus gustos favoritos". ". El plato también se puede encontrar en otras ciudades de Europa, como Riga, Letonia.

## Características
Se diferencia de un döner en que se añade junto a la salsa de ajo típica de los kebaps callejeros de Europa un poco de queso fundido sobre su superficie lo que le proporciona un sabor característico que le distingue de los otros servidos por regla general en los puestos de comida rápida de Róterdam. Se suele servir en una bandeja de papel de aluminio acompañado de unas patatas fritas que hacen la cama del fondo y la carne picada entre la ensalada cortada a tiras y el queso fundido.

## Imágenes

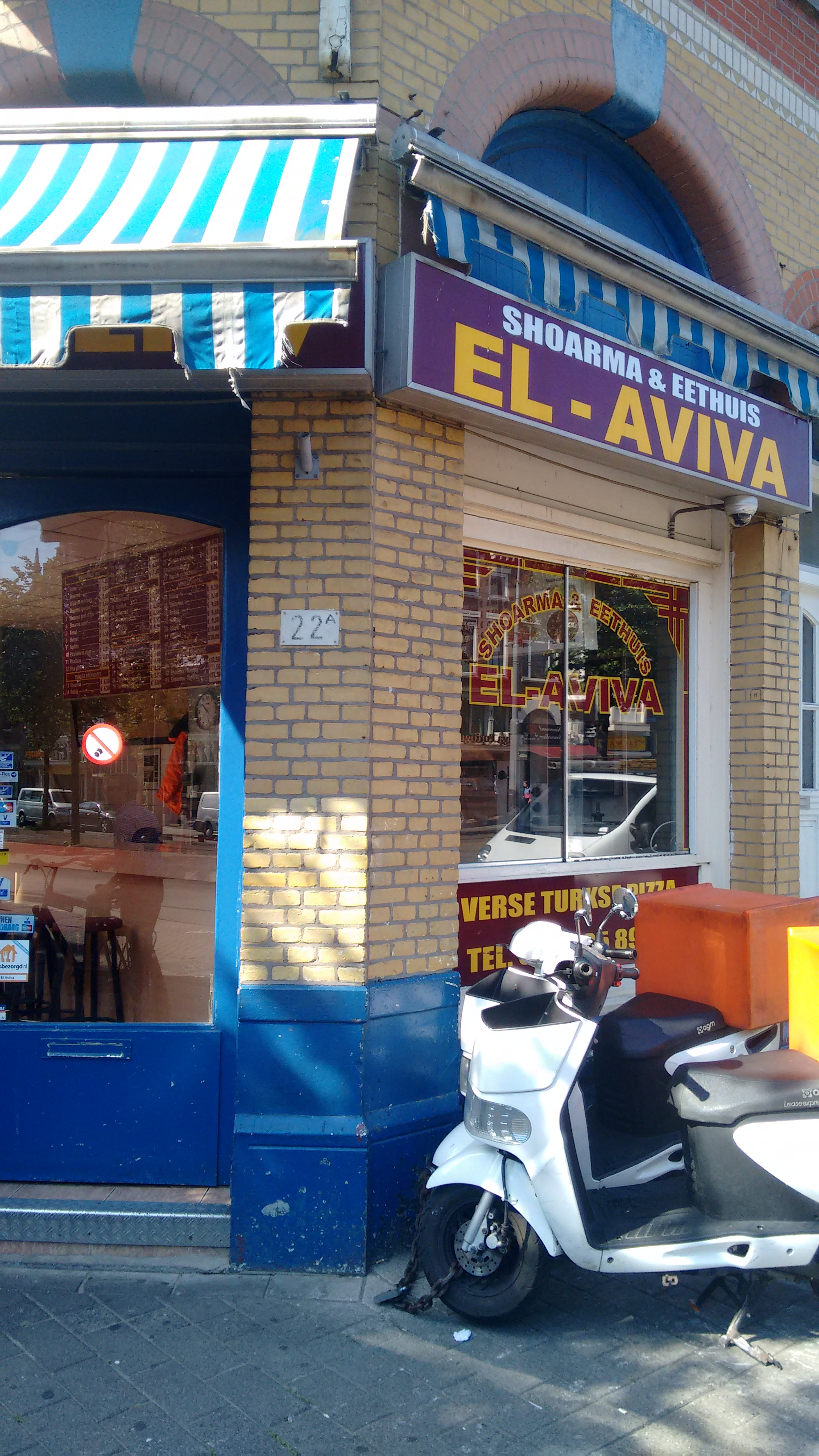
El-Aviva, la tienda de shawarma Delfshaven donde se inventó la peluquería

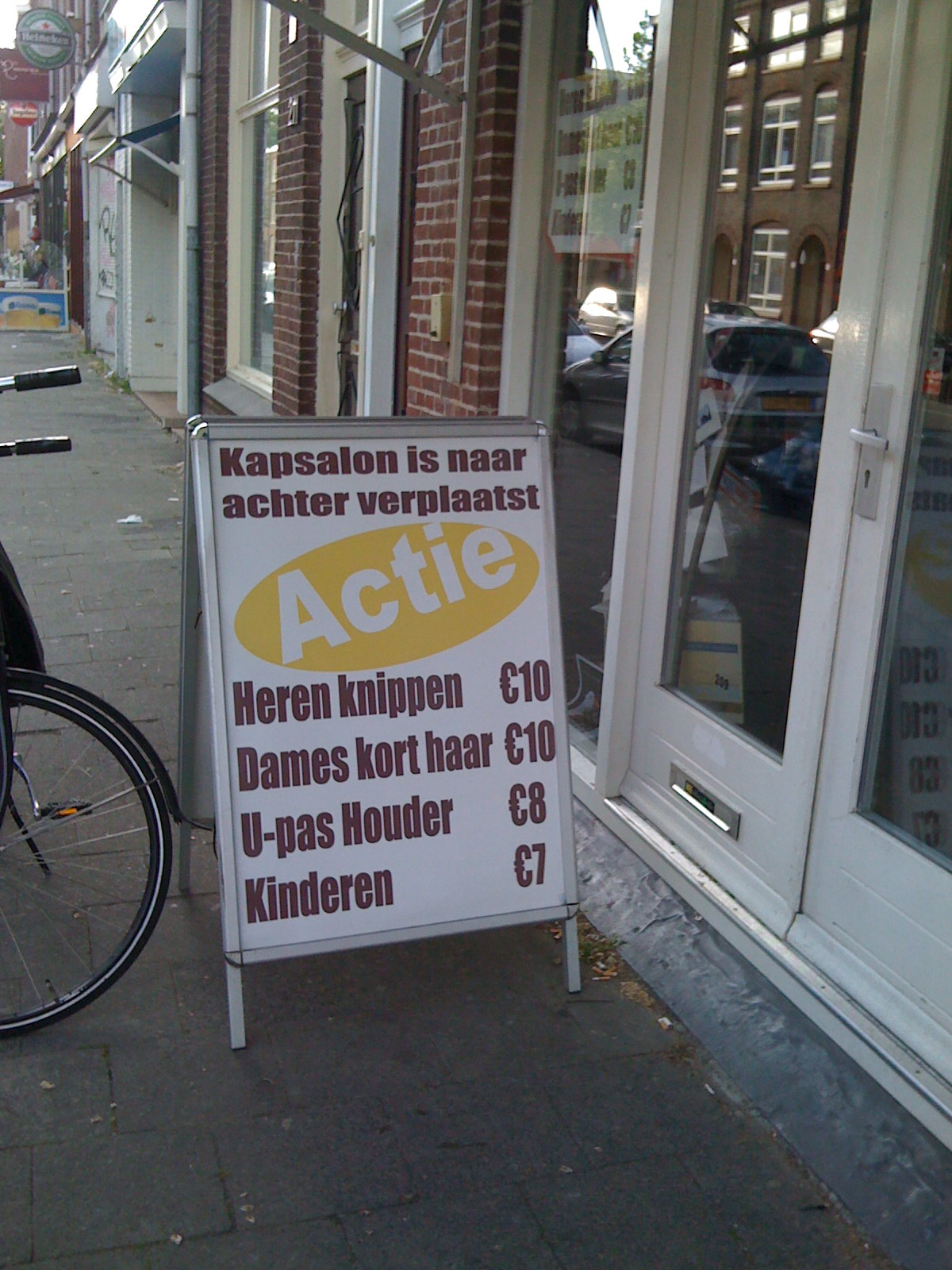
Kapsalon Tati, el salón de peluquería de Natanial Gomes por el cual se nombra el plato